# Euploea aganor
Euploea aganor är en fjärilsart som beskrevs av Hans Fruhstorfer 1910. Euploea aganor ingår i släktet Euploea och familjen praktfjärilar. Inga underarter finns listade i Catalogue of Life.